# 幕張海浜公園
幕張海浜公園（まくはりかいひんこうえん）は、千葉県千葉市美浜区の幕張新都心（公園緑地地区）にある県立の都市公園（広域公園）。幕張新都心において最も規模の大きな都市公園である。

## 概要
公園の領域は大きく分けて、内陸側（陸側）のA - Cブロックと海側のD - Gブロックからなる。
内陸側（陸側）のA - Cブロックは幕張新都心と幕張ベイタウンの間を北東から南西にかけて広がる。千葉市役所緑政課が所管。県立公園であるが2019年（平成31年）4月から千葉市が主体的な管理運営を行うこととなった。2024年（令和6年）9月に幕張海浜公園活性化施設整備・運営事業の事業予定者をカイマクパートナーズ（三井不動産、新日本建設、西武造園で構成）に決定し、再整備を進め、2027年（令和9年）夏頃の供用開始を目指している。
海側のD - Gブロックは東京湾岸に沿って北西から南東に伸びる。千葉土木事務所が所管。千葉マリンスタジアム（ZOZOマリンスタジアム）はFブロックに属する。

## 歴史
- 1987年（昭和62年）4月 - 「青葉の森」が開園[6]
- 1990年 (平成2年)
  - 3月24日 - 千葉マリンスタジアムが開場[7]。
  - 6月15日 - 日本庭園「見浜園」が開園[8][注釈 1]。
- 1992年（平成4年）3月30日 - 事業コンペで「海のシルクロード」計画の採用が決定[10]。
- 1995年 (平成7年)8月25日 - 10月22日 - 第12回全国都市緑化フェア開催[11][12]。
- 1996年（平成8年）3月26日 - 「海のシルクロード」計画を縮小[13]。
- 2003年（平成15年）
  - 7月19日 - 「レゴランド」計画が正式撤退[14]。
- 2011年 (平成23年)3月11日 - 東北地方太平洋沖地震（東日本大震災）の発生による液状化の影響により園路の破損等があったほか、上下水道管の破断によりトイレが使用できなくなる等の被害が発生した[広報 1][注釈 2]。
- 2012年 (平成24年) 8月4日- この年から千葉市民花火大会「幕張ビーチ花火フェスタ」の会場となることになった[15]。
- 2015年 (平成27年)
  - 5月16日・17日  - 「2015年レッドブル・エアレース・ワールドシリーズ 千葉」が開催（エアレース初開催）[16]。
  - 9月11日 - 日本サッカー協会と千葉県が同地を候補地として「JFAナショナルフットボールセンター（仮称）」の設置に向けての協定書を結ぶ[17]。目標では2019年に一部開設される予定。
- 2016年 (平成28年)
  - 6月4日・5日  - 「2016年レッドブル・エアレース・ワールドシリーズ 千葉」が開催。
- 2017年 (平成29年)
  - 6月3日・4日  - 「2017年レッドブル・エアレース・ワールドシリーズ 千葉」が開催。
- 2018年 (平成30年)
  - 5月26日・27日  - 「2018年レッドブル・エアレース・ワールドシリーズ 千葉」が開催[18]。
- 2019年 (平成31年/令和元年) 
  - 9月7日・8日  - 「2019年レッドブル・エアレース・ワールドシリーズ 千葉」が開催[19]。

## 施設

### A - Cブロック

#### Aブロック
公園の最北部にあたり、京葉線より北側のエリアである。公園のプロムナードとして、出会いの広場、創作の広場、ふれあいのプロムナードが設置されている。

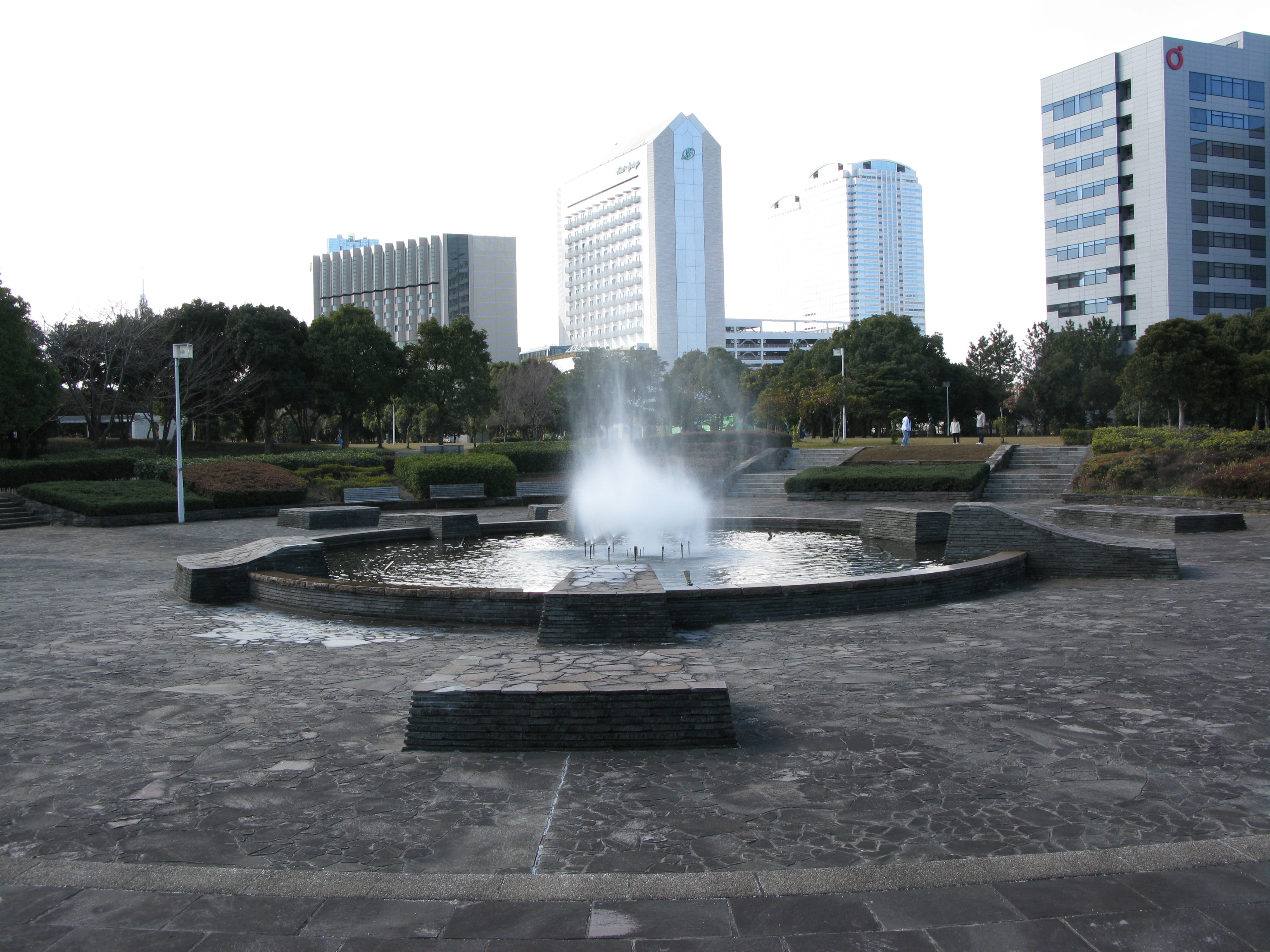
噴水の広場

#### Bブロック
花時計を擁する大芝生広場があり、公園の中心的なエリアである。幕張新都心の業務研究地区の東縁と幕張ベイタウンとを隔てる。三井アウトレットパーク 幕張のすぐ東側が「にぎわいの広場」である。
2024年にBブロックの再整備計画が発表され、三井不動産を中心とする事業者3社によって、2027年夏頃までにカフェや物販店が入る2棟の建物などを設置するとしている。

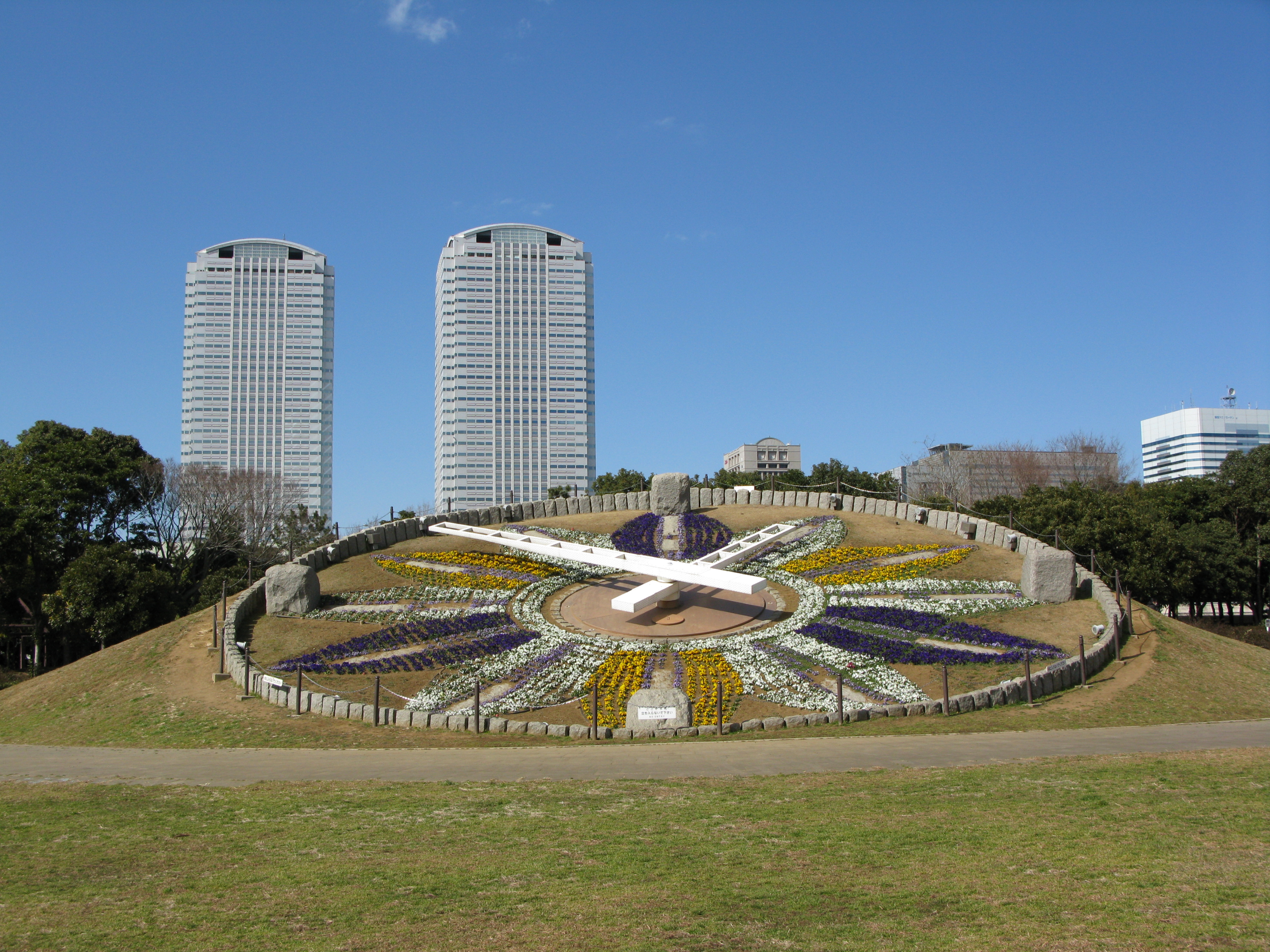
公園のシンボル「花時計」
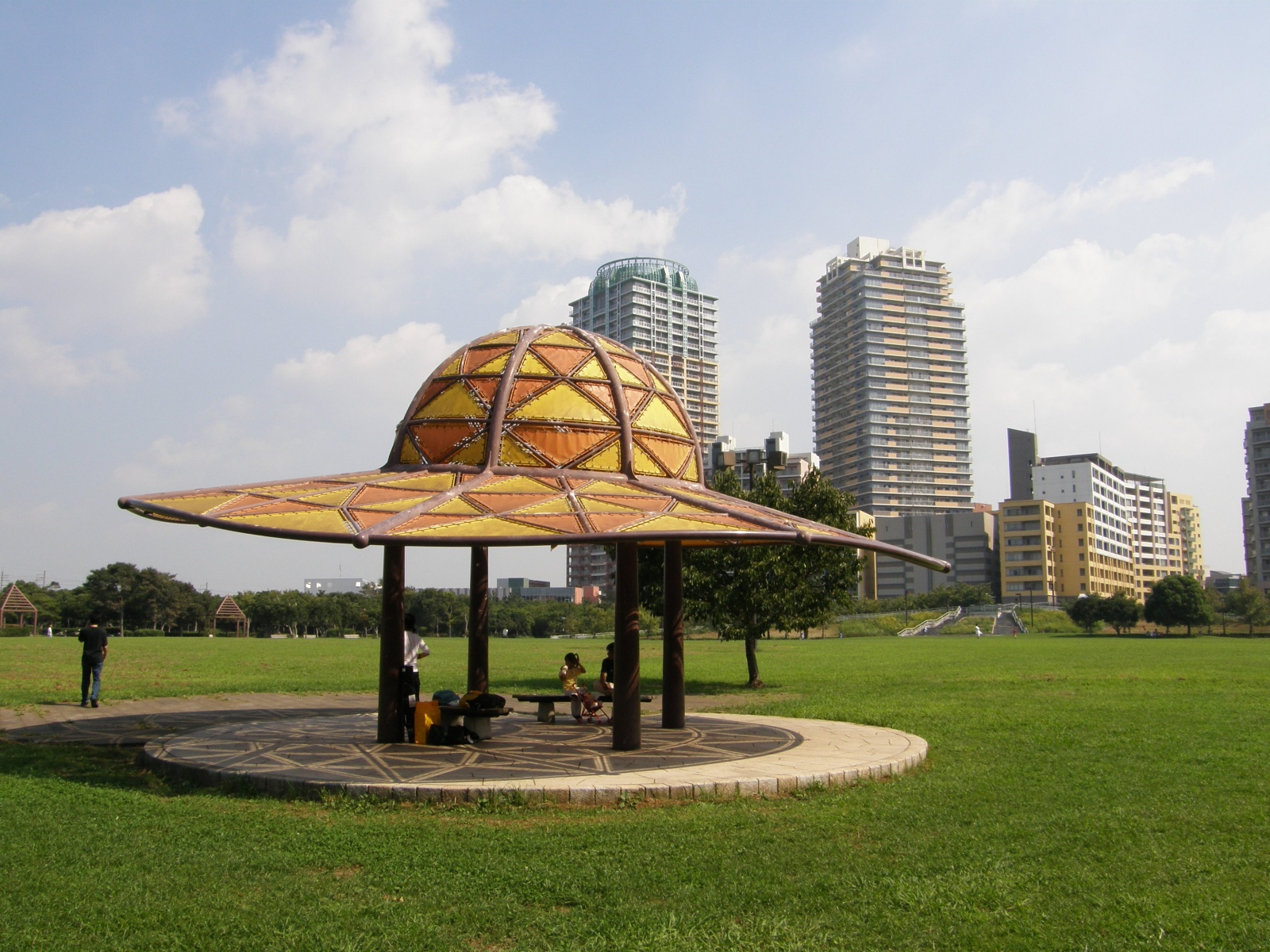
帽子のパーゴラ
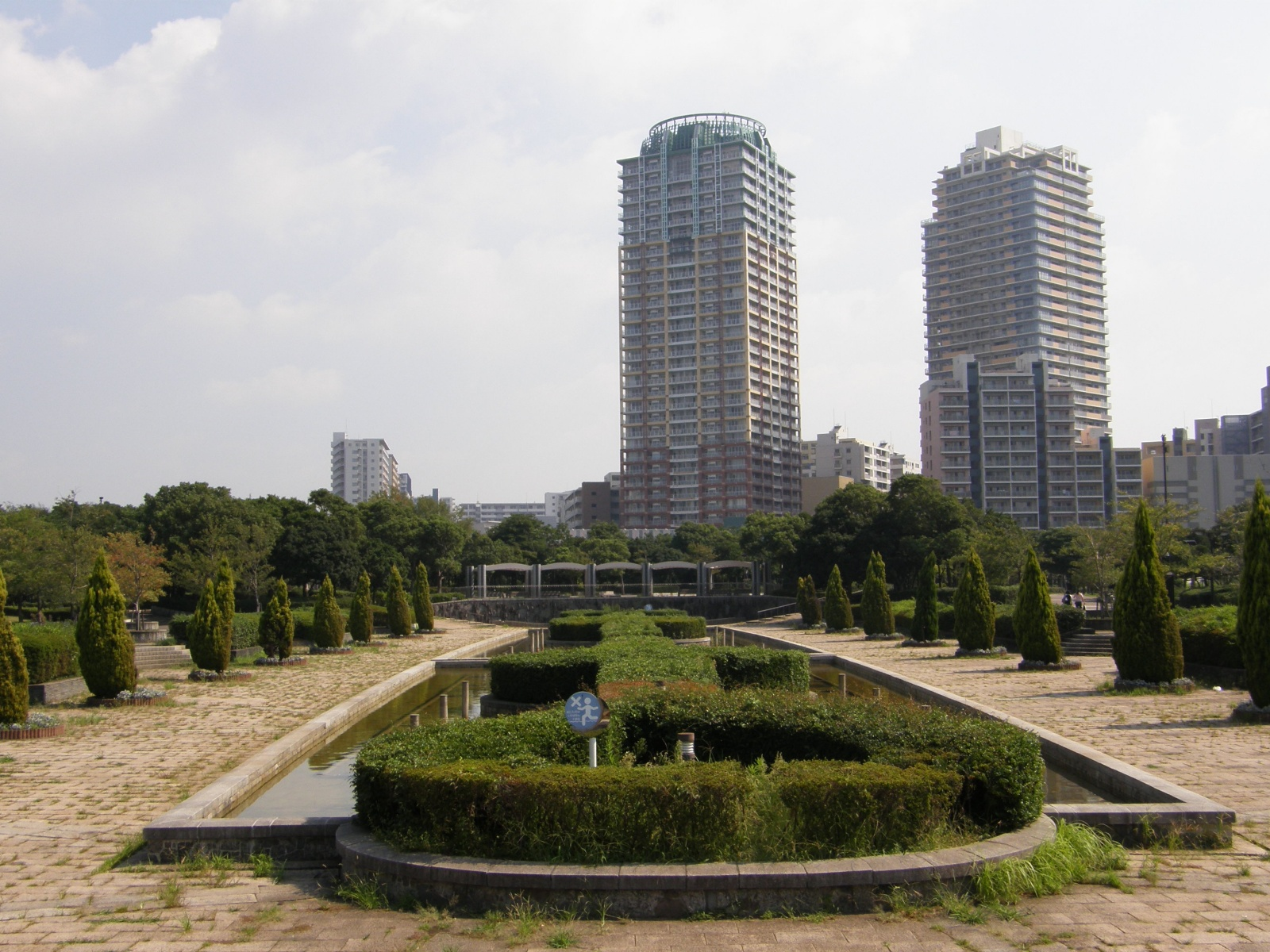
にぎわいの広場

#### Cブロック
公園のパークセンターがあり、木々に囲まれたエリアである。
1990年（平成2年）6月15日に日本庭園「見浜園」が開園し、園内には北山杉を用いた数寄屋造りの茶室「松籟亭」（しょうらいてい）が開設された。
見浜園
- 入園料 - 大人100円、子供50円
  - 開館時間 - 8:00 - 17:00（2011年）
  - 年中無休

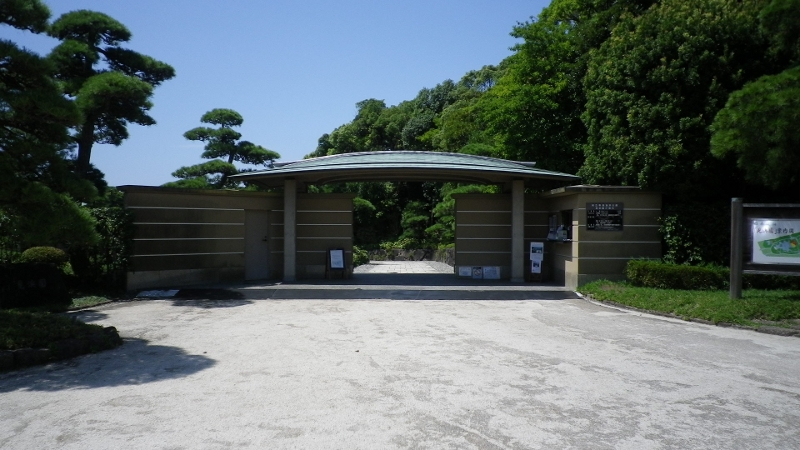
見浜園出入口
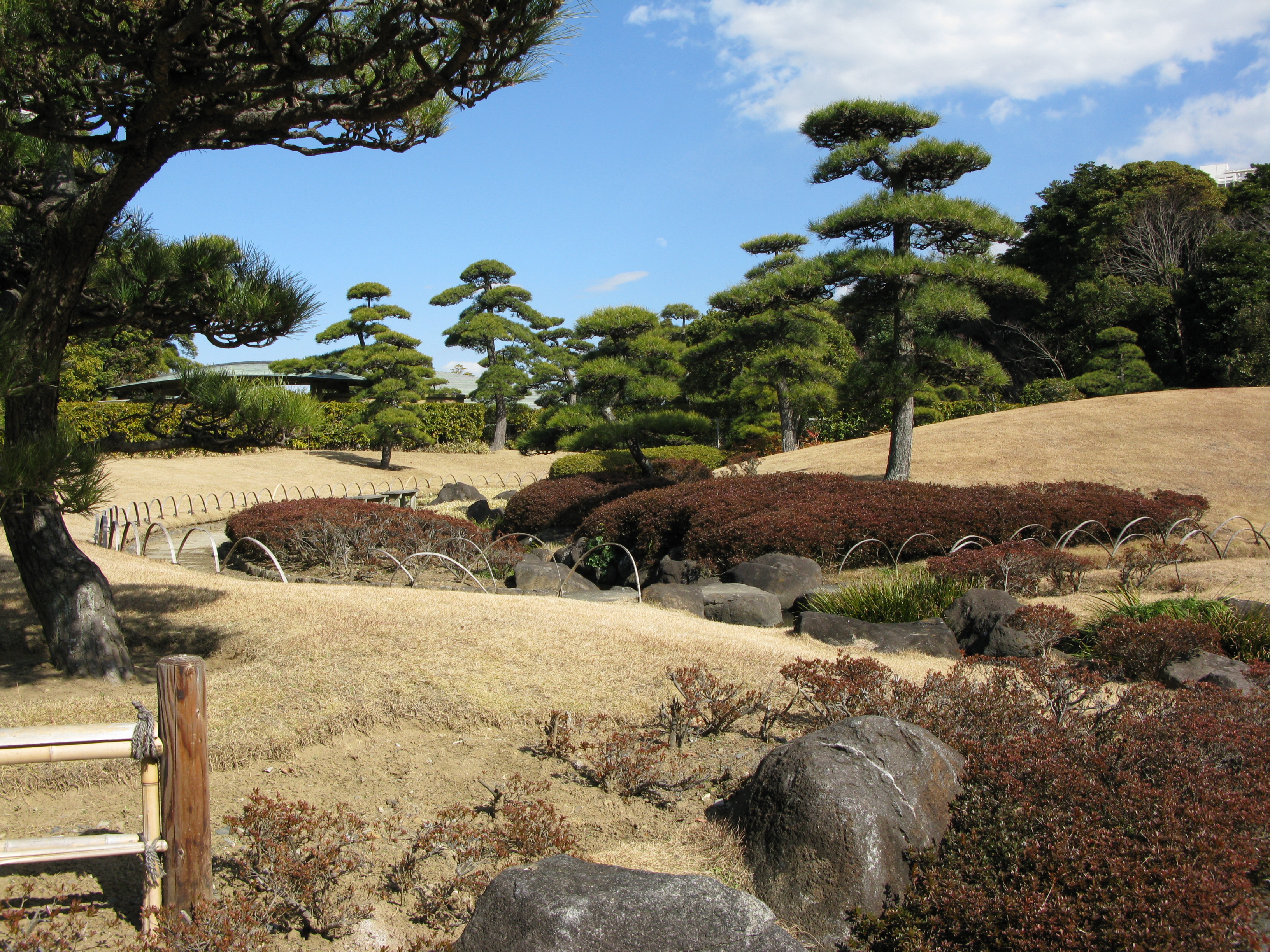
日本庭園

### D - Gブロック
D - Gブロックは海浜大通りと東京湾岸の幕張の浜に沿って広がるエリアである。稲毛海浜公園とともに1995年（平成7年）全国都市緑化フェアの会場となった。

#### D・Eブロック
高円宮記念JFA夢フィールド、温浴施設「JFA夢フィールド 幕張温泉 湯楽の里」が位置する。
1989年（平成元年）から2009年（平成21年）までの期間は、幕張メッセで開催された東京モーターショーにおける来場者を対象とした試乗会が行われた。

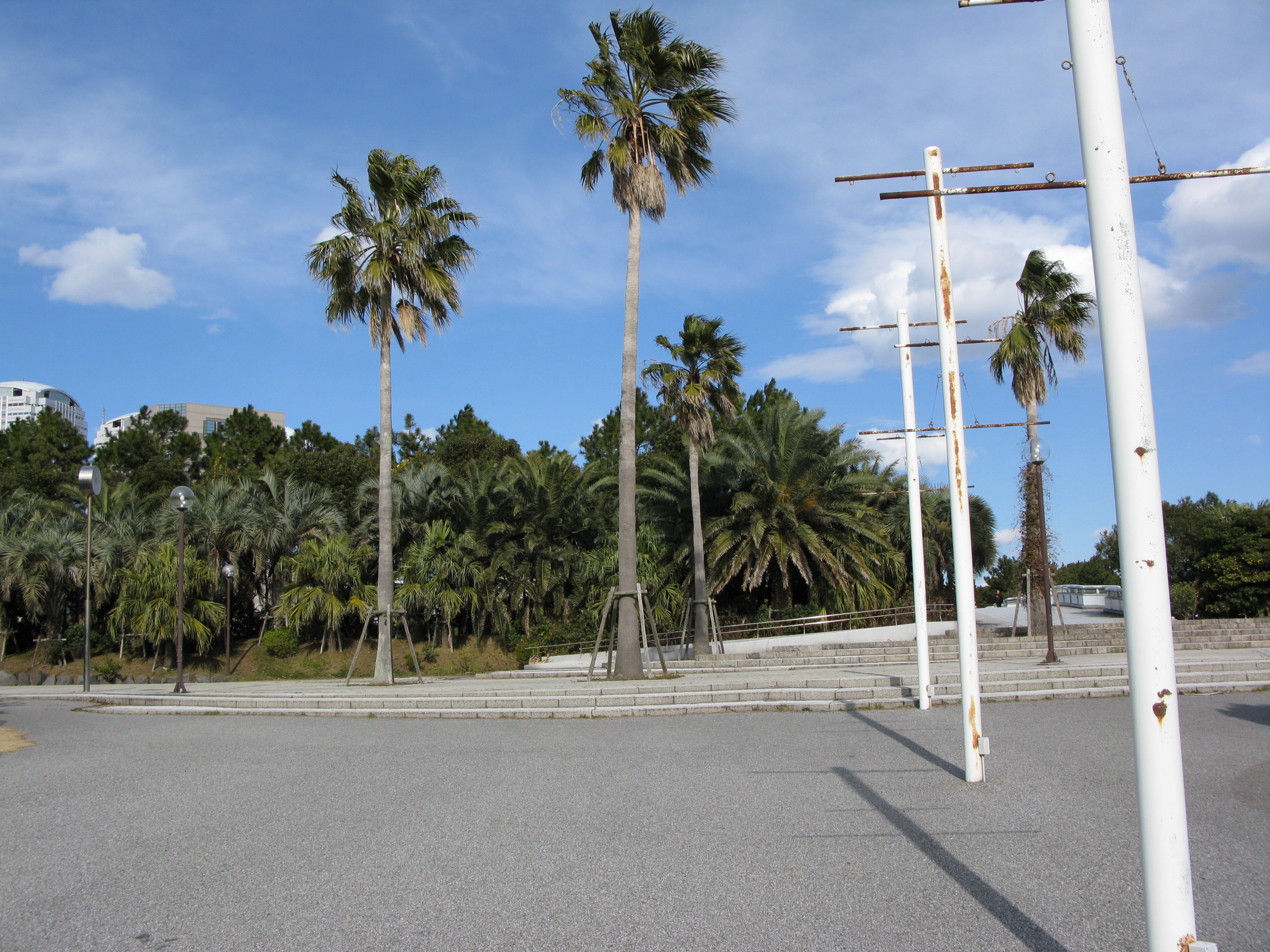
C・Dブロック間は海浜大通りを挟んで歩道橋で連絡
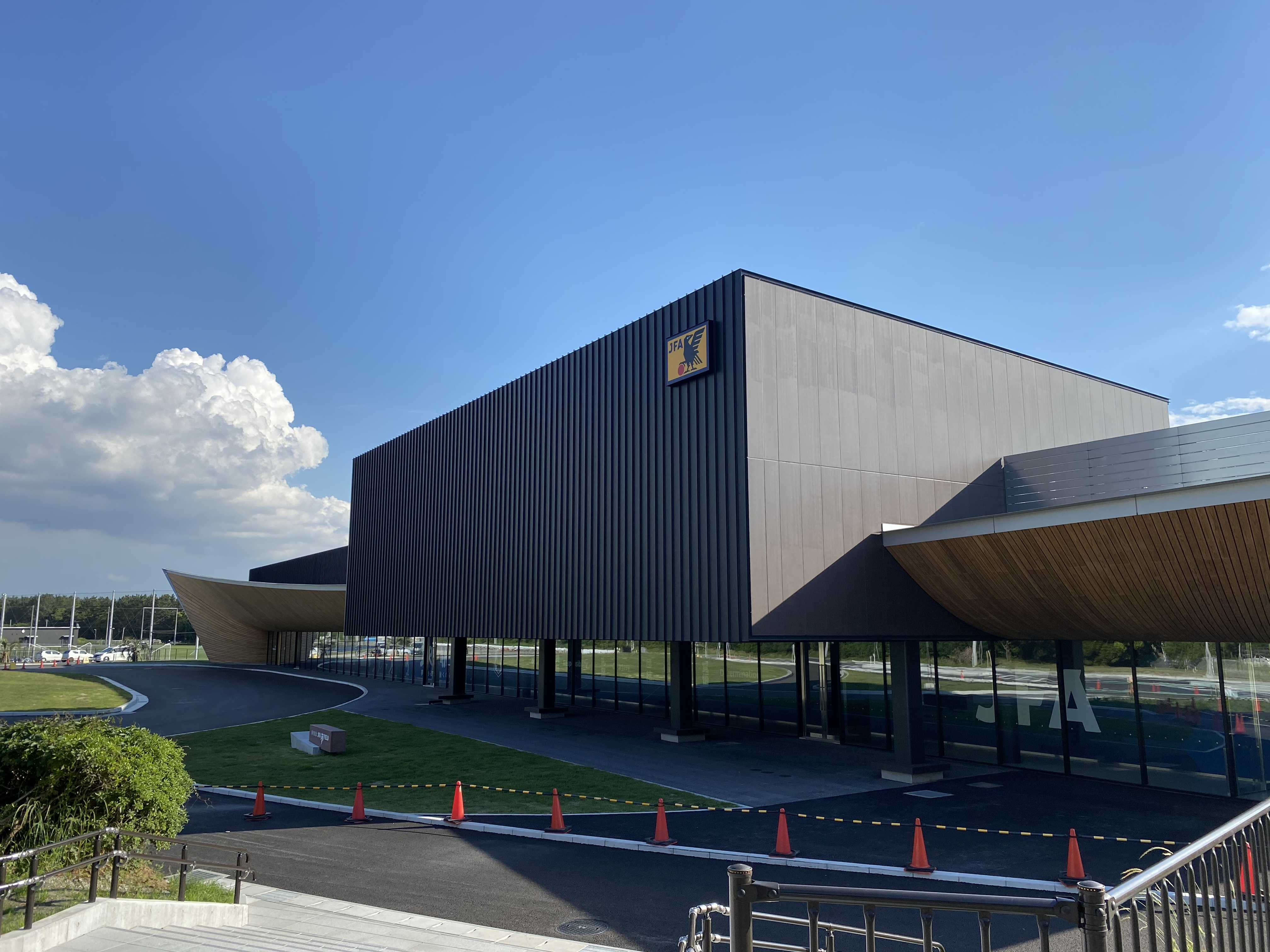
JFA夢フィールド
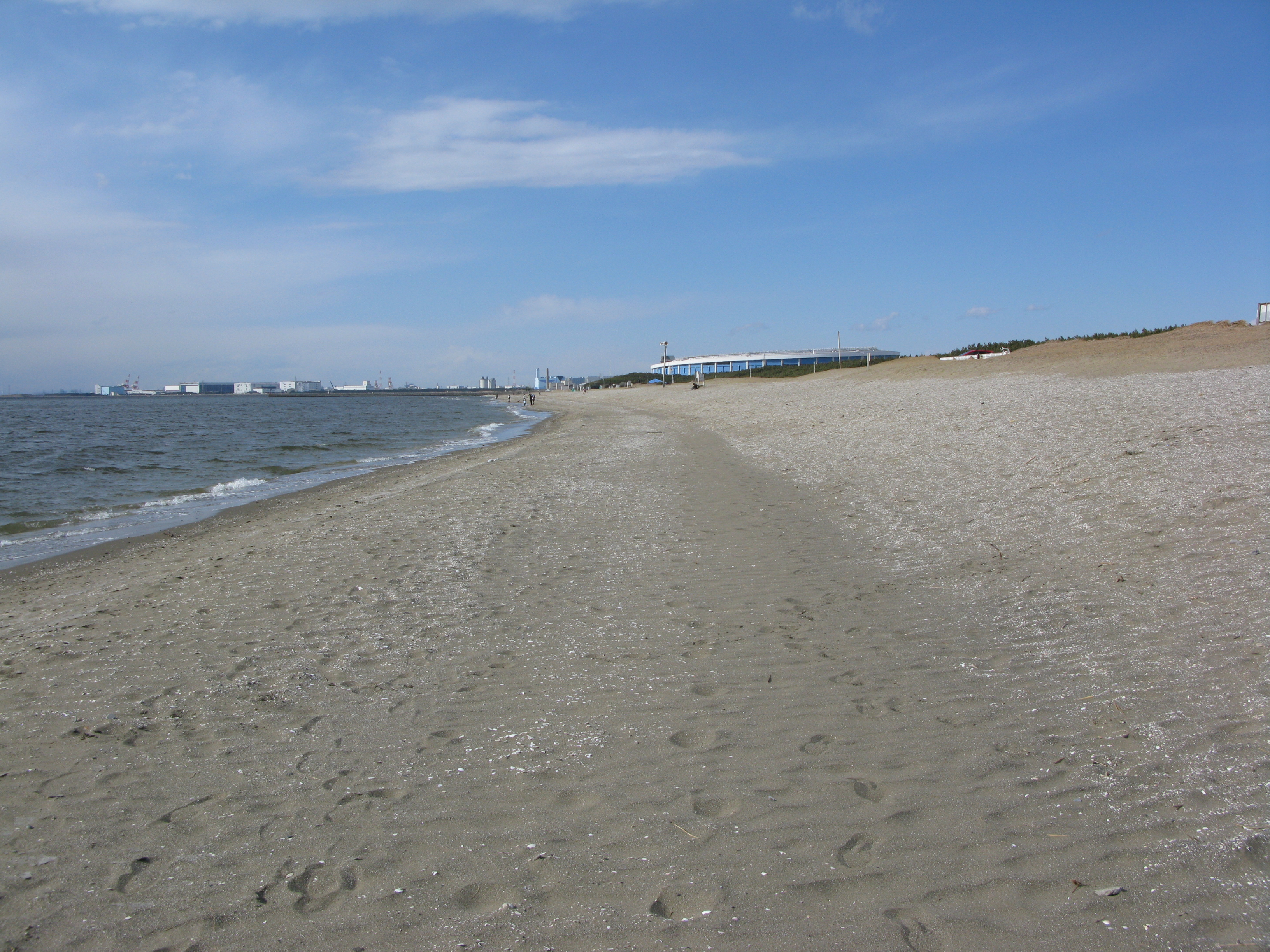
人工海浜「幕張の浜」（遊泳禁止）

#### Fブロック
1990年（平成2年）3月24日開場の千葉マリンスタジアム（命名権売却により2011年（平成23年）3月からQVCマリンフィールド、2016年（平成28年）12月1日からZOZOマリンスタジアム）が位置する。

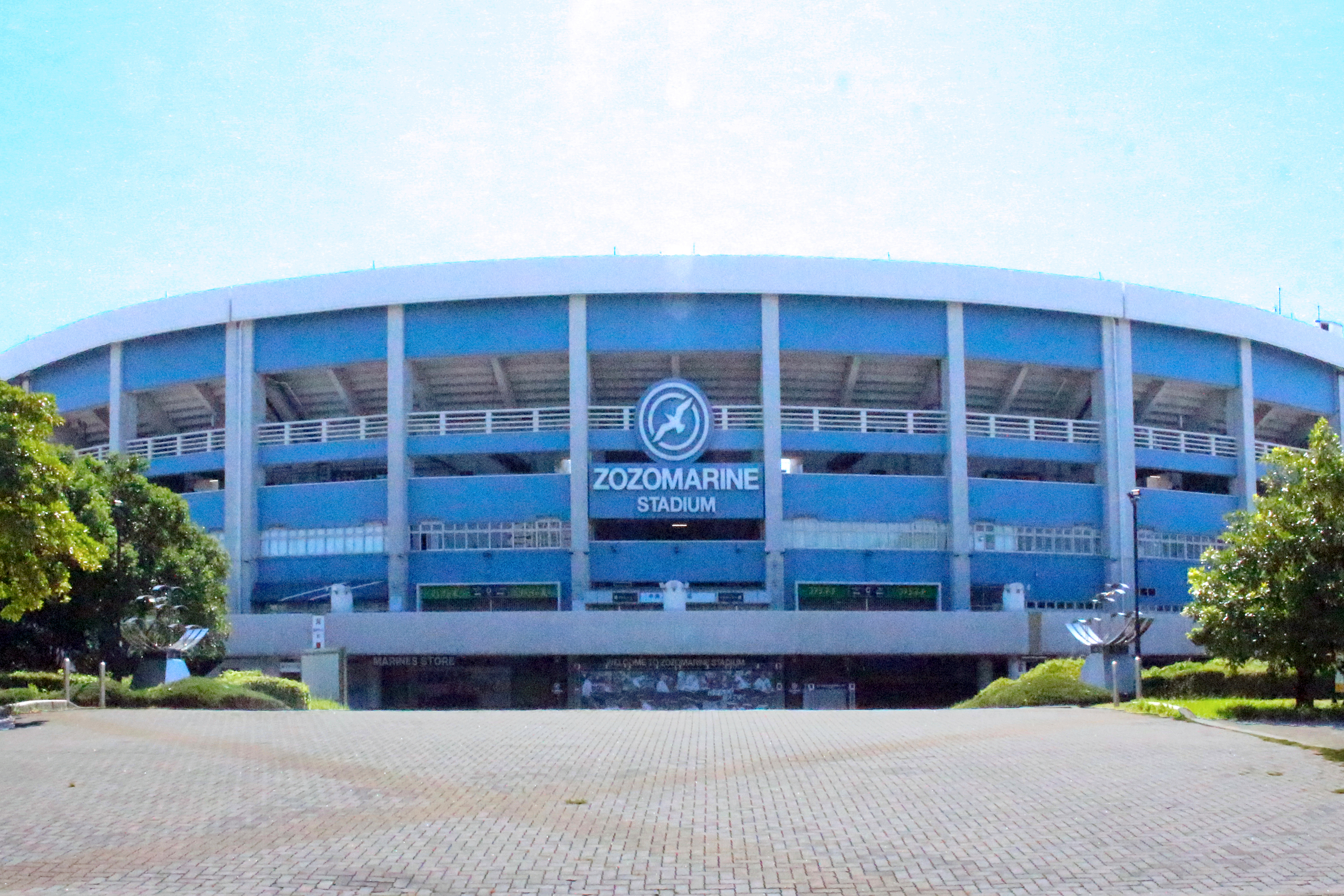
千葉マリンスタジアム
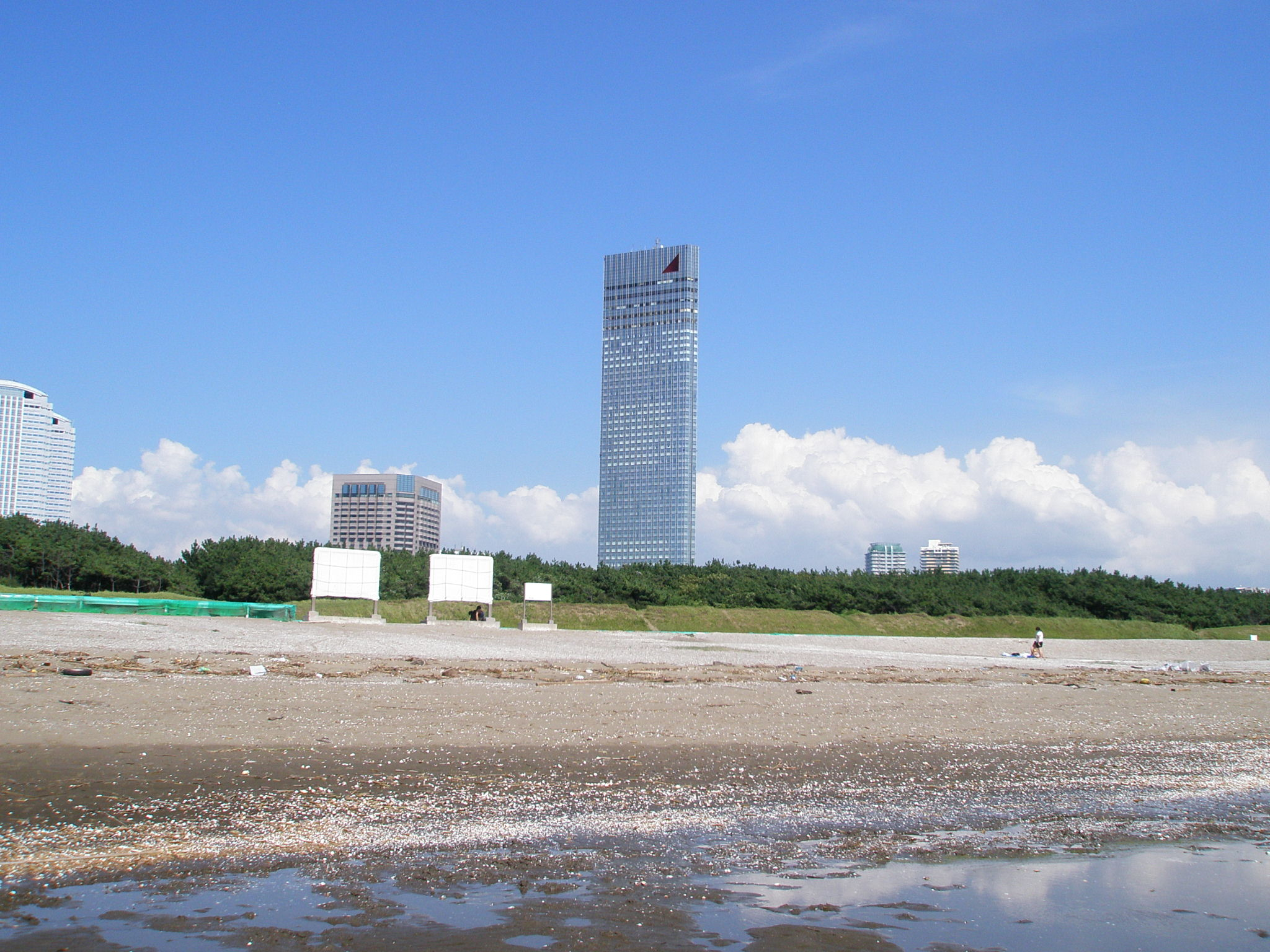
幕張の浜とAPAホテル&リゾート 東京ベイ幕張

#### Gブロック
浜田川（メッセ大橋）の西側にあり、公園の最西部にあたる。
マウンテンバイクコースが整備されている。

## アクセス
- 海浜幕張駅（JR京葉線）南口下車、徒歩約5分[1]。

- 最寄りインターチェンジ
  - 東関東自動車道 湾岸千葉インターチェンジ
  - 東関東自動車道 湾岸習志野インターチェンジ
  - 京葉道路 幕張インターチェンジ